# In Joy and Sorrow
"In Joy and Sorrow" é uma canção escrita por Ville Valo, gravada pela banda HIM.
É o segundo single do terceiro álbum de estúdio lançado a 27 de Agosto de 2001, Deep Shadows and Brilliant Highlights.

## Paradas
| Parada (2001)¹              | Posições |
| --------------------------- | -------- |
| Finlândia - Mitä hittiä     | 2        |
| Suíça - Schweizer Hitparade | 98       |
| Parada (2006)²              | Posições |
| Finlândia - Mitä hittiä     | 1        |

Notas
- ¹: As paradas de 2001 são com "In Joy and Sorrow" como single
- ²: As paradas de 2006 são com "In Joy and Sorrow/Pretending" como single duplo